# نور الدين حمل
 نور الدين حمل (1950 الجزائر) هو لاعب كرة قدم جزائري.